# Boechera johnstonii
Boechera johnstonii är en korsblommig växtart som först beskrevs av Philip Alexander Munz, och fick sitt nu gällande namn av Al-shehbaz. Boechera johnstonii ingår i släktet indiantravar, och familjen korsblommiga växter. Inga underarter finns listade i Catalogue of Life.